# Valeria Pivato
Valeria Pivato, née le 26 juillet 1973 à Buenos Aires (Argentine), est une scénariste et réalisatrice argentine.
Elle est connue pour son premier long métrage, coréalisé avec Cecilia Atán, La Fiancée du désert, sorti au Festival de Cannes 2017 dans la section officielle Un certain regard.

## Filmographie partielle

### Directeur de casting
- 2001 : Le Fils de la mariée
- 2004 : Avellaneda's Moon

### Réalisatrice
- 2017 : La Fiancée du désert (La Novia del Desierto, aussi scénariste et productrice)

## Récompenses et distinctions
- (en) Valeria Pivato: Awards, sur l'Internet Movie Database